# Friedrich Karl Wiebe
Friedrich Karl Wiebe (* 16. Oktober 1838 in Mainz; † 24. Januar 1927 in Berlin-Südende) war ein preußischer Generalmajor.

## Leben

### Herkunft
Wiebe entstammt einer Familie, aus der viele Geistliche hervorgegangen sind. Auch der Großvater Nathanael Friedrich Wiebe war Pfarrer. Seine Eltern waren der preußische Oberstleutnant der Artillerie Friedrich Karl Wiebe (1793–1862) und dessen Ehefrau Johanna Charlotte, geborene Woysch (1808–1843). Sein Bruder Friedrich Xaver (1829–1905) wurde preußischer General der Artillerie.

### Militärkarriere
Wiebe besuchte die Garnisonschule in Luxemburg, die evangelische Schule in Meschede sowie die Kadettenhäuser in Bensberg und Berlin. Anschließend wurde er am 2. Mai 1857 als außeretatmäßiger Sekondeleutnant dem 8. Artillerie-Regiment der Preußischen Armee überwiesen. Zur weiteren Ausbildung war er von Oktober 1858 bis April 1859 sowie von Oktober 1859 bis Juli 1860 an die Vereinigte Artillerie- und Ingenieurschule kommandiert. Nach seiner Rückkehr wurde er am 14. September 1860 mit Patent vom 2. Mai 1857 zum Artillerieoffizier ernannt. Am 1. Oktober 1862 kam er als Feuerwerksleutnant nach Köln und stieg Anfang August 1865 zum Premierleutnant auf. Seine am 1. Oktober 1865 begonnenen dreijährige Ausbildung an der Kriegsakademie musste Wiebe aufgrund des Krieges gegen Österreich unterbrechen. Mit seinem Regiment nahm er an den Schlachten bei Münchengrätz und Königgrätz teil. Nach Kriegsende setzet Wiebe seine Studien bis Ende Juni 1868 an der Kriegsakademie fort. Bereits kurz nach seiner Rückkehr war von Oktober 1868 bis Anfang April 1869 zum Füsilier-Regiment Nr. 39 und im Anschluss daran zur Landestriangulation (Topographische Abteilung) kommandiert. Unter Belassung in dieser Stellung wurde er am 11. April 1869 als Hauptmann ohne Patent in das 1. Westfälische Feldartillerie-Regiment Nr. 7 versetzt. Am 19. August 1869 bekam er das Patent zu seinem Dienstgrad mit Datum vom 1. April 1869.
Während des Krieges gegen Frankreich war Wiebe vom 20. Juli 1870 bis zum 14. Juli 1871 Kommandeur der schweren Fuß-Ersatz-Batterie. Anschließend kehrte er zur Landes-Triangulation zurück und wurde am 18. Oktober 1871 unter Entbindung von seinem Kommando zum Batteriechef ernannt. Unter Stellung à la suite seines Regiments wurde Wiebe am 9. März 1872 in den Nebenetat des Großen Generalstabs versetzt. Daran schloss sich von April 1874 bis Mitte Mai 1878 Verwendungen als Batteriechef im Magdeburgischen Feldartillerie-Regiment Nr. 4 und im 1. Thüringischen Feldartillerie-Regiment Nr. 19 an. Mit der Beförderung zum Major wurde Wiebe anschließend etatmäßiger Stabsoffizier im 1. Hessischen Feldartillerie-Regiment Nr. 11. Am 11. Juni 1879 wurde er Kommandeur der 1. Abteilung und am 15. Dezember 1885 zum Oberstleutnant befördert. Am 9. Oktober 1886 wurde er zum Kommandeur des 1. Thüringischen Feldartillerie-Regiment Nr. 19 ernannt und in dieser Eigenschaft am 4. August 1888 zum Oberst. Anlässlich des Ordensfestes erhielt er im Januar 1889 den Roten Adlerorden III. Klasse mit Schleife. Unter Verleihung des Charakters als Generalmajor wurde Wiebe am 14. Mai 1890 mit Pension zur Disposition gestellt.
Er starb am 24. Januar 1927 in Berlin-Südende.

### Familie
Wiebe heiratete am 26. Januar 1875 in Berlin Sophie Walz (1854–1900), eine Tochter des Direktors der Borsigschen Eisengießerei Ferdinand Walz. Aus der Ehe gingen die Kinder Margarete (* 1876), Friedrich (* 1879), Gertrud (1880–1882), Karl (* 1882), Otto (* 1885) und Hermann (* 1891) hervor.